# 端川市
端川市（タンチョンし、단천시、Tanchŏn-si）は、朝鮮民主主義人民共和国咸鏡南道の都市。人口約28万人。

## 地理
日本海に面し、南大川が東側を流れている。山地に接しているが、南側には丹川平野がある。東は咸鏡北道の金策市（韓国では城津市とも）、西は虚川郡と徳城郡、南は日本海、北は両江道の金亨権郡に接している。

## 行政区画
39洞・39里を管轄する。
| - 広泉洞（クァンチョンドン） - 金コル一洞（クムコリルトン） - 金コル二洞（クムコリドン） - 金コル三洞（クムコルサムドン） - 錦峰洞（クムボンドン） - 金山洞（クムサンドン） - 南豊洞（ナンプンドン） - 内門洞（ネムンドン） - 大新洞（テシンドン） - 大興一洞（テフンイルトン） - 大興二洞（テフンイドン） - 徳興洞（トクンドン） - トン山洞（トンサンドン） - 東岩洞（トンアムドン） - 梁山洞（リャンサンドン） - 龍坮洞（リョンデドン） - 舞鶴洞（ムハクトン） - 文化洞（ムヌァドン） - 白金山洞（ペックムサンドン） - 白岩洞（ペガムドン） - 福川洞（ポクチョンドン） - 本山洞（ポンサンドン） - 北斗洞（プクトドン） - 四五洞（サオドン） - 選鉱洞（ソングァンドン） - 新端川一洞（シンダンチョニルトン） - 新端川二洞（シンダンチョニドン） - 陽川洞（ヤンチョンドン） - 英雄洞（ヨンウンドン） - 前進洞（チョンジンドン） - 芝草洞（チチョドン） - 直節洞（チクチョルトン） - 探査洞（タムサドン） - 堡巨洞（ポゴドン） - 港口一洞（ハングイルトン） - 港口二洞（ハングイドン） - 港口三洞（ハングサムドン） - 海岸一洞（ヘアニルトン） - 海岸二洞（ヘアニドン） | - 加元里（カウォンニ） - 加応里（カウンニ） - 達田里（タルチョンニ） - 畓洞里（タプトンニ） - 㯖州里（トクチュリ） - 乭山里（トルサンニ） - 斗淵里（トゥヨンニ） - 蓮坮里（リョンデリ） - 霊山里（リョンサンニ） - 龍徳里（リョンドンニ） - 龍淵里（リョンヨンニ） - 龍岑里（リョンジャムニ） - 龍興里（リョンフンニ） - 梨坡里（リパリ） - 梨豊里（リプンニ） - 門巌里（ムナムニ） - 文湖里（ムノリ） - 柏上里（ペクサンニ） - 福坪里（ポクピョンニ） - 烽火里（ポンファリ） - 三巨里（サムゴリ） - 石隅里（ソグリ） - 松亭里（ソンジョンニ） - 松坡里（ソンパリ） - 新洞里（シンドンニ） - 新坪里（シンピョンニ） - 新豊里（シンプンニ） - 新湖里（シノリ） - 双龍里（サンニョンニ） - 陽坪里（ヤンピョンニ） - 永坪里（ヨンピョンニ） - 吾夢里（オモンニ） - 瓦洞里（ワドンニ） - 雲川里（ウンチョンニ） - 元山里（ウォンサンニ） - 場内里（チャンネリ） - 貞洞里（チョンドンニ） - 甑山里（チュンサンニ） - 華蔵里（ファジャンニ） |

## 歴史
この節の出典
- 1914年4月1日 - 郡面併合により、咸鏡南道端川郡に以下の面が成立。(9面)
  - 波道面・福貴面・何多面・新満面・水下面・広泉面・利中面・南斗日面・北斗日面
- 1939年10月1日 - 波道面および福貴面の一部が合併し、端川面が発足。(9面)
- 1943年 - 端川面が端川邑に昇格。(1邑8面)
- 1945年(光復直後) - 端川邑が端川面に降格。(9面)
- 1952年12月 - 郡面里統廃合により、咸鏡南道端川郡端川面・福貴面・何多面・新満面をもって、端川郡を設置。端川郡に以下の邑・里が成立。(1邑22里)
  - 端川邑・斗彦里・直節里・新湖里・三巨里・文湖里・蓮坮里・陽坪里・達田里・松坡里・霊山里・柏上里・加元里・双龍里・新洞里・貞洞里・石隅里・福坪里・場内里・龍淵里・元山里・龍興里・奇巌里
- 1953年 - 霊山里の一部が端川邑に編入。(1邑22里)
- 1954年 (1邑23里)
  - 斗彦里の一部が分立し、吾夢里が発足。
  - 松坡里の一部が陽坪里に編入。
  - 陽坪里の一部が達田里に編入。
- 1961年 - 斗彦里および場内里の一部が合併し、斗彦労働者区が発足。(1邑1労働者区22里)
- 1967年 (1邑2労働者区21里)
  - 場内里の一部が斗彦労働者区に編入。
  - 直節里および陽坪里の一部が合併し、直節労働者区が発足。
- 1974年5月 (1邑9労働者区37里)
  - 広泉郡広泉邑・龍坮労働者区・松亭里・梨豊里・烽火里・乭山里・畓洞里・加応里・華蔵里・斗淵里・㯖州里・門巌里・東巌労働者区・瓦洞里・雲川里・龍岑里・永坪里・龍徳里・甑山里・梨坡里・新坪里・新豊里・堡巨労働者区・龍陽労働者区・金徳労働者区・芝草里・大興労働者区・大新里を編入。
  - 奇巌里・元山里・龍興里が利原郡に編入。
  - 広泉邑が広泉労働者区に降格。
  - 芝草里が金徳労働者区に編入。
  - 大新里が大興労働者区に編入。
  - 文湖里の一部が端川邑に編入。
- 1981年2月 - 利原郡元山里・龍興里を編入。(1邑9労働者区39里)
- 1982年8月 - 端川郡が端川市に昇格。(25洞39里)
  - 端川邑の一部が分立し、福川洞・徳興洞・錦峰洞・内門洞が発足。
  - 金徳労働者区が分割され、金コル洞・文化洞・四五洞・本山洞・前進洞・探査洞・白岩洞・選鉱洞が発足。
  - 龍陽労働者区が分割され、白金山洞・英雄洞・金山洞・トン山洞が発足。
  - 斗彦労働者区が分割され、港口洞・斗彦洞が発足。
  - 直節労働者区の一部が分立し、直節洞が発足。
  - 端川邑の残部・直節労働者区の残部が合併し、梁山洞が発足。
  - 龍坮労働者区が龍坮洞に昇格。
  - 広泉労働者区が広泉洞に昇格。
  - 東巌労働者区が東岩洞に昇格。
  - 堡巨労働者区が堡巨洞に昇格。
  - 大興労働者区が大興洞に昇格。
- 1985年 (29洞39里)
  - 斗彦洞が海岸洞に改称。
  - 金コル洞が分割され、金コル一洞・金コル二洞・金コル三洞が発足。
  - 本山洞の一部が分立し、南豊洞が発足。
  - 探査洞の一部が分立し、芝草洞が発足。
- 1986年 - 龍淵里の一部が分立し、新端川一洞・新端川二洞が発足。(31洞39里)
- 1988年 - 大興洞の一部が分立し、北斗洞・舞鶴洞・大新洞・陽川洞が発足。(35洞39里)
- 1995年 (38洞39里)
  - 港口洞が分割され、港口一洞・港口二洞・港口三洞が発足。
  - 大興洞が大興一洞に改称。
  - 陽川洞の一部が分立し、大興二洞が発足。
- 1996年 - 海岸洞が分割され、海岸一洞・海岸二洞が発足。(39洞39里)

### 広泉郡
- 1952年12月 - 郡面里統廃合により、咸鏡南道端川郡利中面・広泉面・南斗日面および北斗日面の一部、咸鏡北道金策郡鶴南面の一部地域をもって、咸鏡南道広泉郡を設置。広泉郡に以下の邑・労働者区・里が成立。(1邑1労働者区25里)
  - 広泉邑・琴松里・梨豊里・烽火里・乭山里・畓洞里・加応里・華蔵里・斗淵里・㯖州里・門巌里・東巌里・瓦洞里・雲川里・龍岑里・永坪里・龍徳里・甑山里・梨坡里・新坪里・新豊里・堡巨里・龍陽里・龍川里・大興里・芝草里・新徳労働者区
- 1954年10月 (1邑1労働者区23里)
  - 龍川里・芝草里が両江道白岩郡に編入。
  - 大興里が両江道白岩郡大新里に編入。
  - 甑山里の一部が龍陽里に編入。
  - 琴松里の一部が分立し、松亭里が発足。
- 1956年 - 両江道白岩郡龍川里・芝草里・大興里を編入。(1邑1労働者区26里)
- 1957年 - 両江道白岩郡大新里を編入。(1邑1労働者区27里)
- 1961年 (1邑4労働者区23里)
  - 龍陽里が龍陽労働者区に昇格。
  - 大興里・龍川里が合併し、大興労働者区が発足。
  - 琴松里が龍坮労働者区に昇格。
- 1967年 (1邑5労働者区22里)
  - 堡巨里(보거리)が堡巨里(포거리)に改称。
  - 東巌里が東巌労働者区に昇格。
- 1972年 (1邑6労働者区21里)
  - 新徳労働者区が金徳労働者区に改称。
  - 堡巨里が堡巨労働者区に昇格。
- 1974年5月 - 広泉郡廃止。
  - 広泉邑・龍坮労働者区・松亭里・梨豊里・烽火里・乭山里・畓洞里・加応里・華蔵里・斗淵里・㯖州里・門巌里・東巌労働者区・瓦洞里・雲川里・龍岑里・永坪里・龍徳里・甑山里・梨坡里・新坪里・新豊里・堡巨労働者区・龍陽労働者区・金徳労働者区・芝草里・大興労働者区・大新里が端川郡に編入。

## 産業
マグネサイトやコバルトが豊富に採掘され、鉄鉱石なども採れるなど地下資源が非常に多い。化学工業が発達し、咸興などと重化学工業地帯を形成している。

## 交通
清津や咸興方面へ咸鏡線が通じる。
- 平羅線
  - 新端川駅 - 吾夢里駅 - 端川青年駅 - 門岩駅 - 汝海津駅 - 龍台駅 - 日新駅
- クムコル線
  - 汝海津駅 - 泉谷駅 - 畓洞駅 - 広泉駅 - 東徳駅 - 東巌駅 - 水村駅 - 新坪駅 - 梨坡駅 - 新甑山駅 - トン山駅 - 白金山駅 - クムコル駅 - 新徳駅 - 大新駅 - 大興駅 - 舞鶴駅
- 虚川線
  - 端川青年駅 - 東坮駅
- 豆彦線
  - 吾夢里駅 - 豆彦駅 - 汝海津駅